# Салтымаково
Салтыма́ково — село в Крапивинском районе Кемеровской области. Входит в состав Каменского сельского поселения.

## География
Центральная часть населённого пункта расположена на высоте 152 метров над уровнем моря.
В Салтымаково находится единственная паромная переправа через реку Томь между Новокузнецком и Кемерово, открывающая доступ в центральную часть Кузнецкого Алатау.

## Население
По данным Всероссийской переписи населения 2010 года, в селе Салтымаково проживает 54 человека (24 мужчины, 30 женщин).
В случае достройки плотины  Крапивинской ГЭС село Салтымаково будет полностью затоплено. В период активного строительства ГЭС большинство жителей Салтымаково были переселены в другие населённые пункты. 